# Weltpostkongress 1891

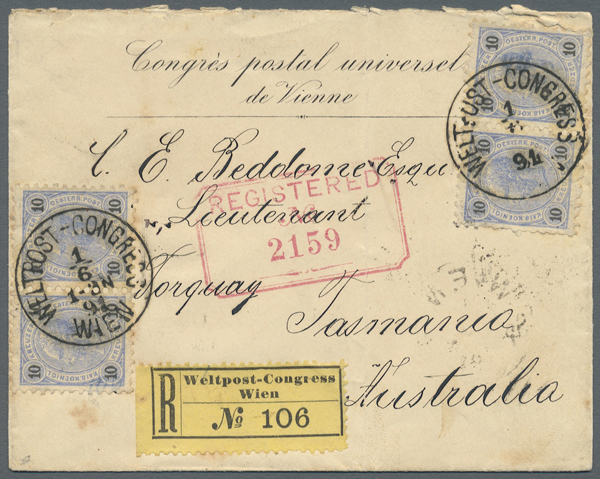
Einschreibebrief vom Weltpostkongress Wien nach Tasmanien, Australien

Der vierte Weltpostkongress fand 1891 in Wien (damals: Österreich-Ungarn) statt. Zuvor gab es eine kurze Konferenz in Brüssel 1890 die den Vorbereitungen diente. Auf einem Festabend der am 25. Juni 1891 von dem Männergesangsverein der k.k. Post- und Telegraphenbeamten und der Postbeamtenverein in Wien anlässlich des Weltpostkongresses für die Mitglieder des Weltpostvereins veranstaltet wurde, dirigierte das Vereinsmitglied Heinrich Müller das selbstkomponierte Stück die „Kongress-Ouverture“.

## Teilnehmer
Neben den bisherigen Weltpostvereinsmitgliedern nahm unter anderem Australien als neues Mitglied teil.

## Beschlüsse
Der Wiener Kongress bearbeitete mit großer Gründlichkeit alle Teile der Vertragsbestimmungen, ergänzte sie und war auf Vereinfachung und Einheitlichkeit der Vorschriften bedacht. Er beschloss ein neues Nebenabkommen über den Zeitungsbezug durch die Post, führte als neue Versendungsart das Kästchen mit Wertangabe ein und ließ bei den Einschreib- und Wertsendungen die Nachnahme zu. Ferner beauftragte der Kongress das Internationale Büro, ein Verzeichnis sämtlicher Postorte der Welt in Buchstabenfolge zu veröffentlichen und es auf dem Laufenden zu halten. Schließlich nahm der Kongress einen deutschen Vorschlag an, wonach dieses Büro die Gegenüberstellung und Ausgleichung der auf den Postdienst sich beziehenden Abrechnung der Verwaltungen vermittelt, wodurch diese wesentlich vereinfacht wird. Ein besonderes Problem hatte seit der Gründung auf allen Kongressen die Frage des Briefposttransits gebildet. Die deutsche Verwaltung setzte sich von Anfang an und immer wieder für die grundsätzliche Unentgeltlichkeit der Transitleistungen ein. Diese Leistungen waren jedoch bei den Durchgangsländern verschieden, für einzelne Verwaltungen außergewöhnlich hoch und namentlich bei der Seebeförderung nur für den Teil der Verwaltung überhaupt belastend, so dass bei gerechter Abwägung die unentgeltliche Ausführung nicht ohne weiteres verlangt werden konnte. Es war nur ein allmählicher Abbau möglich, der dann auch auf jedem Kongress erörtert und stufenweise bis zu einem erträglichen Grad verwirklicht wurde.
Es wurden Abkommen und Verträge zu den Themen: Wertbrief- und Wertkästchenabkommen, Postpaketvertrag, Postanweisungsabkommen, Postauftragsabkommen, und Postzeitungsabkommen behandelt.
Heinrich von Stephan erklärte, der Weltpostverein diene der „gegenseitigen Verständigung mit dem Endziel des Friedens auf Erden“, und lehnte bescheiden die ihm zugedachte „Ehrenpräsidentschaft“ ab.

„Die Ideen sind nicht das Eigentum eines sterblichen Menschen. Sie schweben in der Atmosphäre der ganzen Zeitepoche, zuerst unbestimmt, dann in bestimmter Weise, bis sie sich verdichten und niederschlagen, indem sie Gestalt gewinnen und ins Leben treten. Der Gedanke der Vereinigung entspricht dem Bestreben unseres Jahrhunderts, er beherrscht viele Gebiete der Tätigkeit des heutigen Menschengeschlechts und bildet eine wahrhafte Triebkraft der modernen Zivilisation. Er wurde überdies für das große Triebwerk des internationalen Postverkehrs gefördert durch die unwiderlegliche Tatsache, daß die ungeheuren in Bewegung zu setzenden Massen, die von Tag zu Tag mehr anwuchsen und sich von Grenze zu Grenze bis zu den fernsten Meeren und Gestaden ausbreiteten, gebieterisch eine Vereinfachung des ganzen Mechanismus erheischten als das einzige Mittel, um den fast über alles Maß hinausgewachsenen Bedürfnissen zu genügen und die unerläßliche Schnelligkeit und Regelmäßigkeit aufrechtzuerhalten. Das sind die Naturelemente, welche die wahren Schöpfer des Weltpostvereins gewesen sind. Darin liegt auch der Grund seiner Stärke.“

Um die Vielzahl der Unterschriften zu reduzieren, wurde beschlossen, dass von jedem Vertrag nur ein Exemplar unterschrieben und dieses im Staatsarchiv Wien niedergelegt wurde. Alle anderen Ausführungen der Verträge wurden mit dem amtlichen Vermerk „Für die Richtigkeit“ von der Staatskanzlei in Wien beglaubigt, da ansonsten 25.366 Unterschriften hätten geleistet werden müssen. Die Zahl der Bevollmächtigten, welche zu unterzeichnen hatten, betrug 74. Sie hatten zunächst den Hauptvertrag für die Weltpost, der nach Paris 1878 aktualisiert werden musste, mit ihrer Unterschrift zu versehen und ebenso das zu demselben gehörige Ausführungs-Reglement sowie ein Schlussprotokoll. Dies ergab 3 × 74 = 222 Unterschriften. Nun kamen noch fünf Nebenverträge hinzu:
1. über den Paketpostdienst
2. für die Geldpost
3. über die Postanweisung
4. über den Postauftragsverkehr (Einziehung von Geldern)
5. über den Zeitungsdienst.

Zu jedem dieser fünf Nebenverträge gehörte ebenfalls ein Ausführungs-Reglement. Bei diesen fünf Nebenverträgen waren aber nicht alle 48 Staaten beteiligt, sondern immer nur eine bestimmte Anzahl, welche jene Dienstzweige zuließen. Dieser Kreis erweiterte sich mit jedem Kongress, so wurde beispielsweise der Paketdienst, welcher 1875 mit 10 Staaten begann, auf 23 erhöht. Die Zahl der Unterschriften unter den fünf Nebenverträgen und den Ausführungs-Reglements, von welchen ebenfalls für jeden Staat eine Ausfertigung erforderlich war, betrug 14.710, hinzu die obigen 10.656 macht zusammen 25.366 Unterschriften.

## Schlusssitzung
Am 4. Juli fand die Schlusssitzung des Kongresses statt. Nach Eröffnung der Sitzung verlas der nordamerikanische Delegierte Herr Potter ein Kabeltelegramm des Generalpostmeisters der Vereinigten Staaten, Herrn Wanamaker, worin derselbe dem Kongress den Dank für die Wahl von Washington für die nächste Versammlung aussprach. Danach erfolgte die Unterzeichnung von Verträgen und Übereinkommen. Mit Rücksicht auf den Umstand, dass die Ausfertigung je eines Vertragsexemplars mit den Unterschriften für jedes der vertragsschließenden Länder den Austausch von 25.366 Unterschriften erfordert hätte, wurde von jedem Vertrag nur ein Exemplar unterzeichnet, welches im k. und k. Ministerium des Äußeren aufbewahrt wurde, während die einzelnen Staaten Exemplare mit gedruckten Signaturen erhielten. Nachdem die Unterzeichnung der Dokumente vollzogen war, schilderte der Präsident Sektionschef von Obentraut in einem Rückblick den Gang des Kongresses und die Ergebnisse desselben. Er konstatierte mit Befriedigung, dass der Wiener Kongress nach Überwindung bedeutender Schwierigkeiten die großen Ideen des Weltpostvereins durch den Eintritt der australischen Kolonien, und zur damaligen Zeit in naher Zukunft die südafrikanische Republik folgend dürfte, der Verwirklichung um einen bedeutenden Schritt näher geführt und in der Tat fast zur Vollendung gebracht hat. Außerdem seien bedeutende Verbesserungen in den Hauptvertrag und die übrigen Übereinkommen eingeführt worden und neue Übereinkommen zum Abschluss gelangt. Die Ergebnisse der Kongressbeschlüsse sind dem Publikum zugutegekommen, dessen Interessen zu wahren der Kongress in erster Linie berufen war. Als einen nicht geringeren Erfolg des Kongresses bezeichnete er die Vereinigung der Vertreter aller Vereinsländer zur gemeinsamen friedlichen Arbeit in einem Lande, welches sein Bestes getan, um sie mit offenen Armen zu empfangen. Der Präsident danke allen Teilnehmern für ihre Mitwirkung der Büros hervor. Danach drückte der niederländische Delegierte Herr Hofstede als Alterspräsident den Dank des Kongresses für die glänzende und herzliche Gastfreundschaft aus. Herr Hofstede bat den Präsidenten den Dank der Kongressmitglieder an Seine Majestät den Kaiser, den Handelsminister und den Bürgermeister von Wien zu übermitteln. Dem Präsidenten dankte er für die würdige, vornehme und unparteiische Leitung der Verhandlungen.
Staatssekretär Heinrich von Stephan dankte für die ihm gewidmete ehrenvolle Erwähnung, lehnte jedoch die ihm zugeschriebene besondere hervorragende Beteiligung an dem Erfolge des Kongresses mit der Begründung ab:

„dass alle Teilnehmer zu diesen Erfolg in gleicher Weise beigetragen haben. Das Gebäude des Weltpostvereins sei in Bern gegründet, in Paris erweitert und in Lissabon befestigt worden. Der Wiener Kongress habe das Werk vollendet und gekrönt und auf der Spitze desselben die Fahne aufgepflanzt, welche nun über alle fünf Erdteile wehe als ein Wahrzeichen der modernen Zivilisation und der Brüderlichkeit der Völker. Der Erfolg der Kongresse besteht aber nicht nur in der Einführung neuer Fortschritte zur Vervollkommnung der großen Maschine des internationalen Verkehrs, sondern ihre Bedeutung ist eine höhere und ideale: sie befestigen den Geist der Einheit, die Gemeinsamkeit der Ideen, die Übereinstimmung der Gefühle, kurz alle jenen Elemente höherer Ordnung, welche sozusagen die Sauerstoffquelle des Weltpostvereins bilden. … Wenn sich in fünf Jahren der nächste Kongress jenseits des Ozeans versammelt, werde er vor neuen Aufgaben stehen, … Dem nächsten Kongress bleibe die große Frage des Transits vorbehalten. …“

Es ergriffen noch der Präsident des Kongresses von Lissabon, Generaldirektor von Barros, der russische Delegierte General Besack, der italienische Delegierte Chiaradia, der Vertreter von Uruguay Sesviela Guarch und der ägyptische Vertreter Saba Pascha das Wort, um gleichfalls dem Danke für die genossene Gastfreundschaft und der Befriedigung über die Erfolge des Kongresses Ausdruck zu geben. Präsident von Obentraut erklärte sodann, nachdem er im eigenen wie im Namen der österreichischen Verwaltung den Vorrednern gedankt hatte, die Sitzung und den Wiener Kongress für Geschlossen.